# Mykola Makarenko
 Mykola Makarenko  (en ukrainien : Микола Омелянович Макаренко) né le 18 février 1877 à Moskalivka et mort le 4 janvier 1938 à Tomsk, est un historien et archéologue spécialiste de l'Ukraine. Il est l'une des victimes de la terreur stalinienne. 

## Biographie
Mykola Makarenko est né dans le village Moskalivka (maintenant un village du district de Romny de la région de Soumy). Après le gymnase Lohvytskyi, il fait sa scolarité à l'Académie d'art et d'industrie Stieglitz puis à l'Institut archéologique de Saint-Pétersbourg. Mykola Makarenko est directeur du musée Khanenko à Kiev.
En 1934, après son refus de signer l'acte de démolition du monastère Saint-Michel-au-Dôme-d'Or à Kiev, il est arrêté pour cela et exilé pendant trois ans à Kazan, où il enseigne dans une école d'art et est consultant au Musée central. En 1936, après une deuxième arrestation, il est condamné à trois ans de prison et envoyé dans un centre pénitentiaire de travail à Tomsk. Le 15 décembre 1937, il est arrêté pour la troisième fois et, sur ordre de la « troïka » du NKVD, est exécuté en prison le 4 janvier 1938. Il est réhabilité par le Præsidium du Soviet suprême en 1989.